# Eurytoma howardii
Eurytoma howardii är en stekelart som beskrevs av Dalla Torre 1898. Eurytoma howardii ingår i släktet Eurytoma och familjen kragglanssteklar. Inga underarter finns listade i Catalogue of Life.